# André Waterkeyn
 (août 2022).
Si vous disposez d'ouvrages ou d'articles de référence ou si vous connaissez des sites web de qualité traitant du thème abordé ici, merci de compléter l'article en donnant les références utiles à sa vérifiabilité et en les liant à la section « Notes et références ».
André Waterkeyn est un ingénieur belge né le 23 août 1917 à Wimbledon, en Grande-Bretagne, et mort à Bruxelles, en Belgique le 4 octobre 2005. Il a notamment conçu le célèbre bâtiment de l'Atomium à Bruxelles pour l'Exposition universelle de 1958.

## Biographie
André Waterkeyn est un ingénieur réputé pour avoir construit l’Atomium de Bruxelles mais il est aussi un joueur de hockey confirmé ; il a participé aux jeux olympiques de Londres en 1948 où il finit à la cinquième place. Il siégea au conseil d’administration de l’Atomium mais son fils lui succéda lors de ses 85 ans. Il meurt le 4 octobre 2005 sans avoir vu la fin de la rénovation de l’Atomium.

### L'ingénieur
André Waterkeyn est un ingénieur civil de l'université catholique de Louvain diplômé en 1942. Il travaillait à la Fédération des industries métalliques belges  lorsque le commissariat général de l'Exposition universelle de 1958 demanda de créer un monument qui symboliserait la compétence technique de la Belgique. André Waterkeyn conçut lui-même l’Atomium qui reproduit la structure d’un cristal de métal. Les aspects architecturaux de cette construction ont été gérés par les architectes André et Jean Polak, par ailleurs beaux-frères de l'ingénieur.
L’Atomium était pensé pour être un édifice temporaire. Il frappa tellement les esprits qu’il fut conservé comme emblème de la toute jeune capitale du « Marché commun » comme s’appelait alors l’Union européenne. À la fin des années 1990 l’Atomium bénéficia d’une rénovation profonde dont Waterkeyn fut encore partiellement le témoin.
Il détenait tous les droits de reproduction sur l’Atomium et les a cédés à la Société de l'Atomium lors de la rénovation de l'édifice en 2000.
André Waterkeyn siégea au conseil d'administration de l'Atomium jusqu'à l'âge de 85 ans (en 2002). Son fils lui succède dans cette fonction.

### Le joueur de hockey
André Waterkeyn était un joueur de hockey confirmé. Il a participé aux Jeux Olympiques de Londres en 1948 avec l’équipe nationale belge. Il se classa alors en cinquième place.